# Tatjana Nikolajewna Cheraskowa

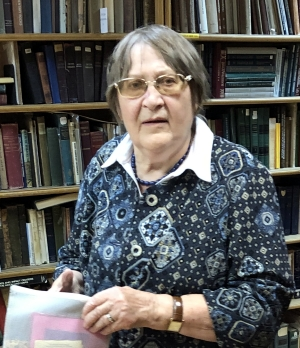
Tatjana Nikolajewna Cheraskowa

Tatjana Nikolajewna Cheraskowa (russisch Татьяна Николаевна Хераскова; * 1. Juni 1937 in Moskau) ist eine sowjetische bzw. russische Geologin und Hochschullehrerin.

## Leben
Cheraskowa, Tochter des Geologen Nikolai Cheraskow, studierte 1958–1963 an der Lomonossow-Universität Moskau (MGU) in der Geologie-Fakultät mit Spezialisierung auf Erdöl-Geologie.
Ab 1963 war Cheraskowa wissenschaftliche Mitarbeiterin des Geologie-Instituts der Akademie der Wissenschaften der UdSSR (AN-SSSR, seit 1991 Russische Akademie der Wissenschaften (RAN)) und wurde schließlich wissenschaftliche Hauptmitarbeiterin des Laboratoriums für Geodynamik des späten Präkambriums und des Phanerozoikums.
Die Aspirantur absolvierte Cheraskowa 1969–1972 am Lehrstuhl für Geschichte und regionale Geologie der Geologie-Fakultät der MGU. Ihre Dissertation über Struktur und Bedingungen der Bildung der Ediacarium- und Kambrium-Sedimente des Baikonur-Synklinoriums Ulutau verteidigte sie 1972 mit Erfolg für die Promotion zur Kandidatin der geologisch-mineralogischen Wissenschaften.
Im Geologie-Institut untersuchte Cheraskowa Probleme der Geodynamik, der seismischen Stratigraphie und der Erdöl-Erdgas-Sedimentbecken. Sie verteidigte 1984 ihre Doktor-Dissertation über die Formationen der anfänglichen Entwicklungsphasen von Geosynklinalen am Beispiel der Kalodeniden Kasachstans, der Altai-Sajan-Region und der westlichen Mongolei mit Erfolg für die Promotion zur Doktorin der geologisch-mineralogischen Wissenschaften.
Neben ihrer Forschungstätigkeit lehrte Cheraskowa ab 1995 am Lehrstuhl für Geotektonik der Geologie-Fakultät der MGU.

## Ehrungen, Preise
- Schatski-Preis der AN-SSSR (1988 mit I. W. Chworowa und  S. W. Ruschenzew) für Arbeiten über die frühen  Geosynklinale-Formationen[6]
- Schatski-Preis der RAN (2015) für Arbeiten über die Tiefenstrukturen der Osteuropäischen Tafel[6]